# Chích sậy oanh
Chích sây oanh, tên khoa học Acrocephalus luscinius, là một loài chim trong họ Acrocephalidae.

## Hình ảnh

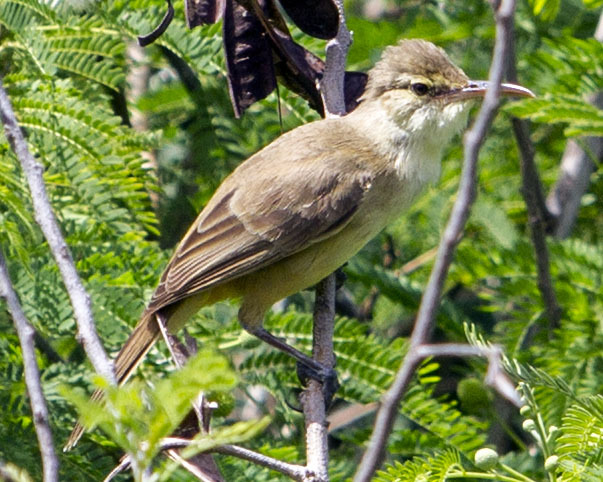
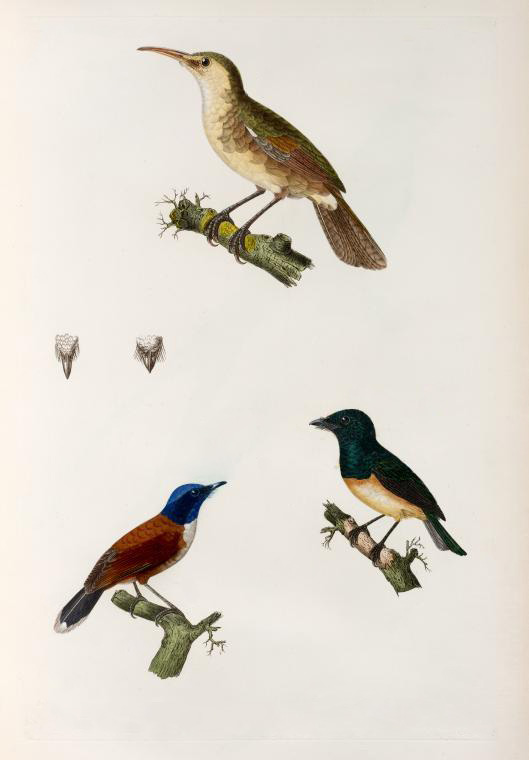